# Gennadi V. Tsjernov
Gennadi Vladimirovitsj Tsjernov (Russisch: Геннадий Владимирович Чернов) (Tasjkent, 1937) is een Oezbeekse componist en muziekpedagoog.

## Levensloop
Tsjernov studeerde compositie aan de Gnessin Staatsacademie voor Muziek (Russisch: Российская академия музыки имени Гнесиных) in Moskou in de klas van Oleg Konstantinovitsj Eiges (1905-1992). In 1968 studeerde hij aldaar af. Vanaf dit jaar was hij docent voor compositie en orkestratie aan zijn Alma Mater en werd in 1991 tot professor benoemd. Hij werd door de Sovjet-Unie als Verdiende kunstenaar van de Russische Federatie onderscheiden. 

## Composities

### Werken voor orkest
- Concerto, voor cello en orkest
- Concerto, voor viool en orkest
- Concerto, voor accordeon, orkest en slagwerk

- Romantic Poem Waltz
- Symphony-Capriccio on Arabic Themes

### Werken voor harmonieorkest
- 1972 Symphony No. 1, "Great Russia"
  1. Ancient and Tragic Russia
  2. Fairyland and Mysterious Russia
  3. Happy and Heroic Russia
- 1986 Oriental Poem and Dance
- Russian Suite

### Oratoria en cantates
- 1941-1945 Episch oratorium
- 2007 Novomu tysi͡acheletii͡u - (To the new millennium) cantata solemnis-ode voor gemengd koor en orkest - tekst: Irina Chernyaeva

### Kamermuziek
- Sonata, voor klarinet en piano
- Strijkkwartet
- Strijktrio

### Werken voor piano
- Sonata

## Publicaties
- Музыка - наш дом (Muziek - ons thuis), Москва: Композитор, 2007. - 176 p., ISBN 5-85285-287-2
- ОЛЕГ КОНСТАНТИНОВИЧ ЭЙГЕС (1905–1992) (Oleg Konstantinovitsj Eiges) - Краткая биография и список произведений